# Сузун (река)
Сузун (Нижний Сузун) — река в Новосибирской области России, приток Оби.
Длина — 132 км, площадь водосборного бассейна — 1260 км².
Протекает по территории Сузунского района сначала в восточном направлении, затем поворачивая на юго-запад. Берёт начало примерно в 6 км к востоку от села Шайдурово. Впадает в реку Обь в 3231 км от её устья по правому берегу. Основные притоки — Таволжанка, Холодная и Мышланка.
На реке расположен районный центр — рабочий посёлок Сузун, на северной окраине которого река пересекает линию Среднесибирской магистрали Западно-Сибирской железной дороги, а также сёла Лушники, Болтово, Заковряжино, Шипуново и Нижний Сузун.
Ширина реки в нижнем течении — 15—22 м, глубина — 1,0—1,8 м, скорость течения — 0,2—0,3 м/с. По данным наблюдений с 1949 по 1972 год среднегодовой расход воды в 36 км от устья составляет 4,27 м³/с, максимальный расход приходится на апрель, минимальный — на январь.

## Данные водного реестра
По данным государственного водного реестра России и геоинформационной системы водохозяйственного районирования территории РФ, подготовленной Федеральным агентством водных ресурсов:
- Бассейновый округ — Верхнеобский
- Речной бассейн — (Верхняя) Обь до впадения Иртыша
- Речной подбассейн — Обь до впадения Чулыма (без Томи)
- Водохозяйственный участок — Обь от города Барнаула до Новосибирского гидроузла, без реки Чумыш